# McLaren Senna
La Senna (code interne P15) est une hypercar du constructeur automobile britannique Mclaren présentée le 10 décembre 2017.

## Présentation

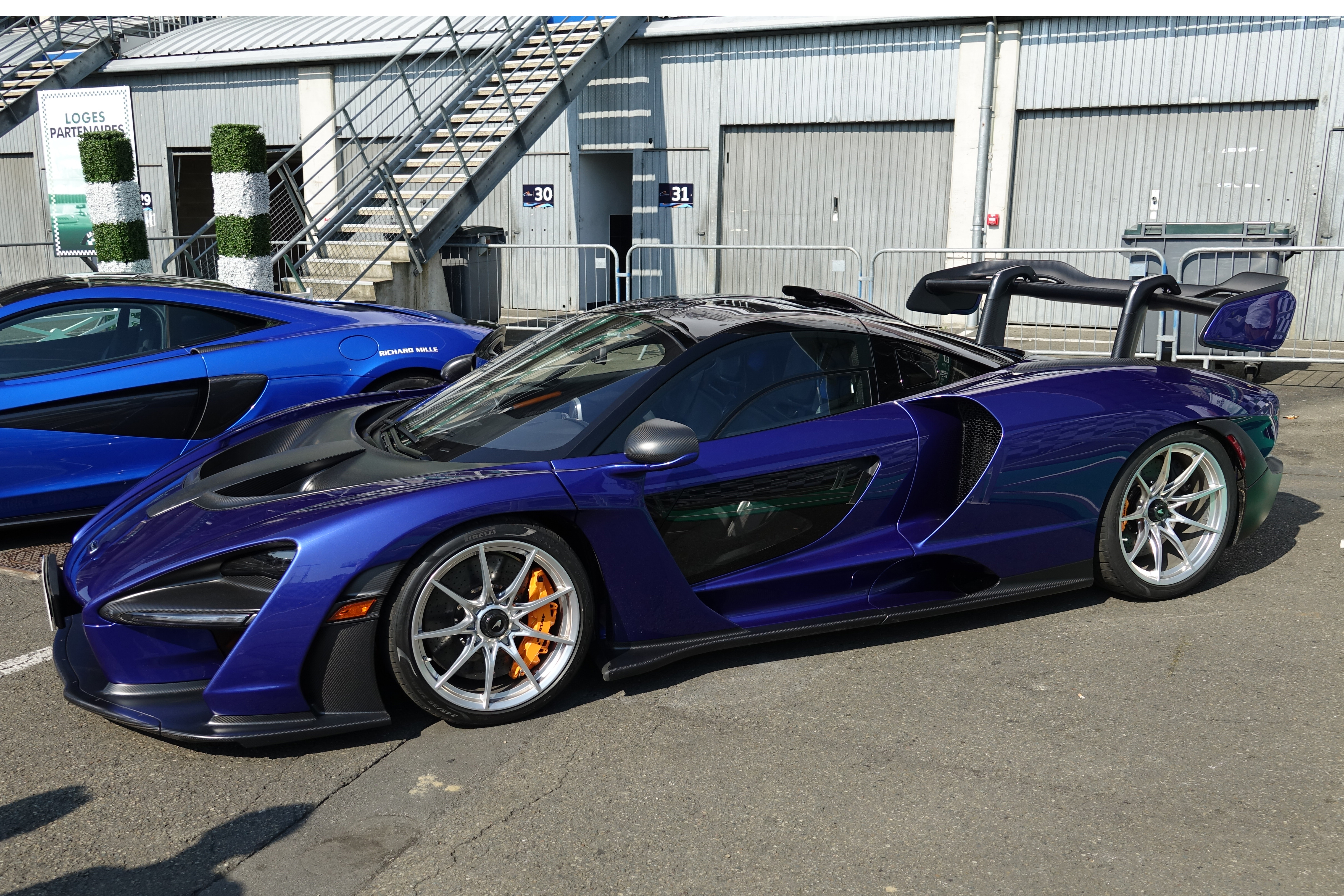
McLaren Senna au Le Mans Classic 2018.

Le 7 février 2018, McLaren dévoile les caractéristiques de la Senna avant sa première exposition publique au salon international de l'automobile de Genève 2018.
La supercar fait partie de la gamme des Ultimate Series de McLaren, elle succède aux mythiques F1 et P1. Elle rend hommage à Ayrton Senna disparu dans un accident de Formule 1 en 1994,. Son prix atteint 930 000 € ; il s'agit d'une série limitée à 500 exemplaires qui sont tous vendus, avant même sa présentation publique.
La Senna est ensuite exposée lors du Mans Classic 2018, McLaren étant l'un des sponsor principaux de l'événementiel automobile.

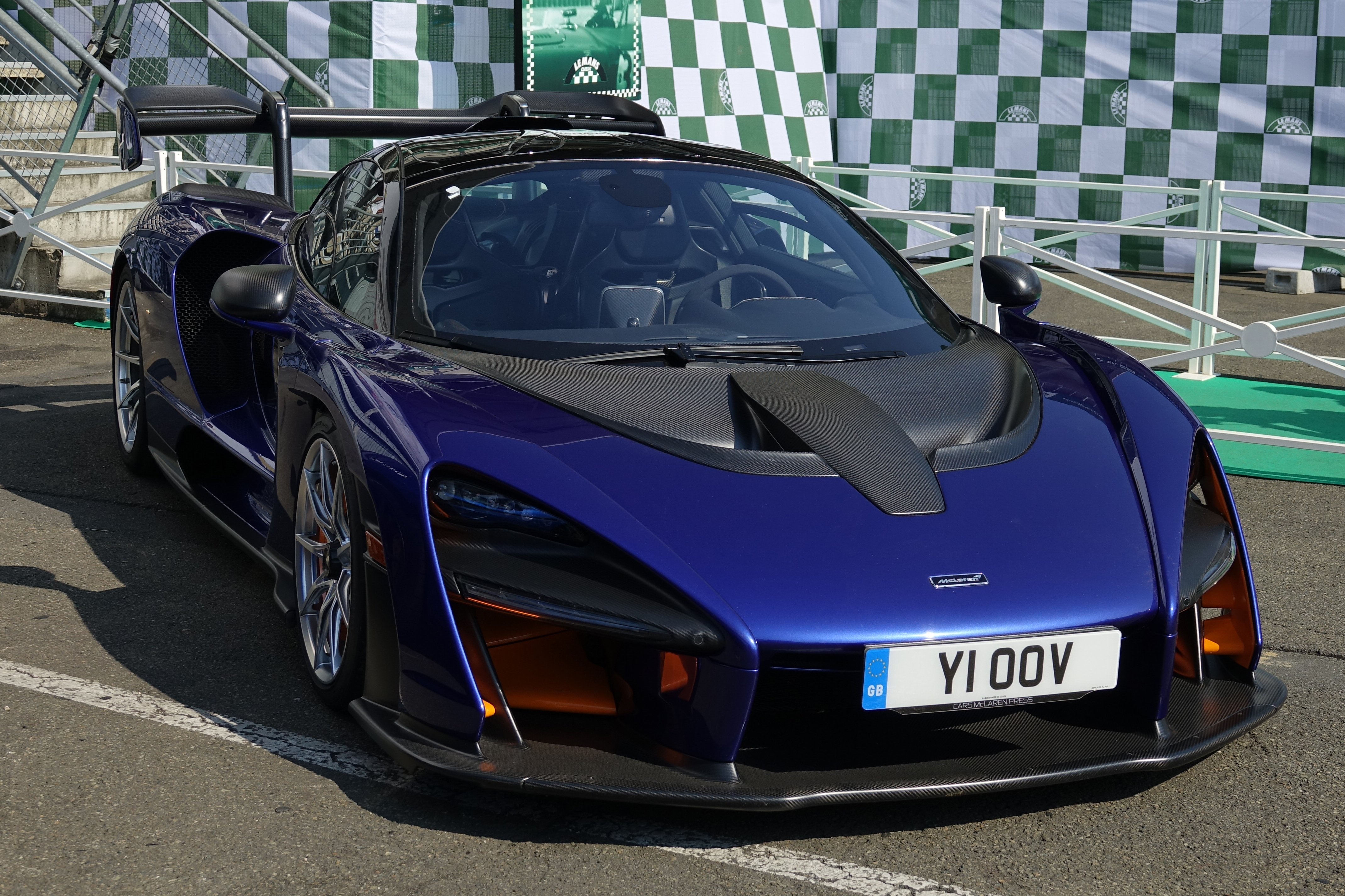
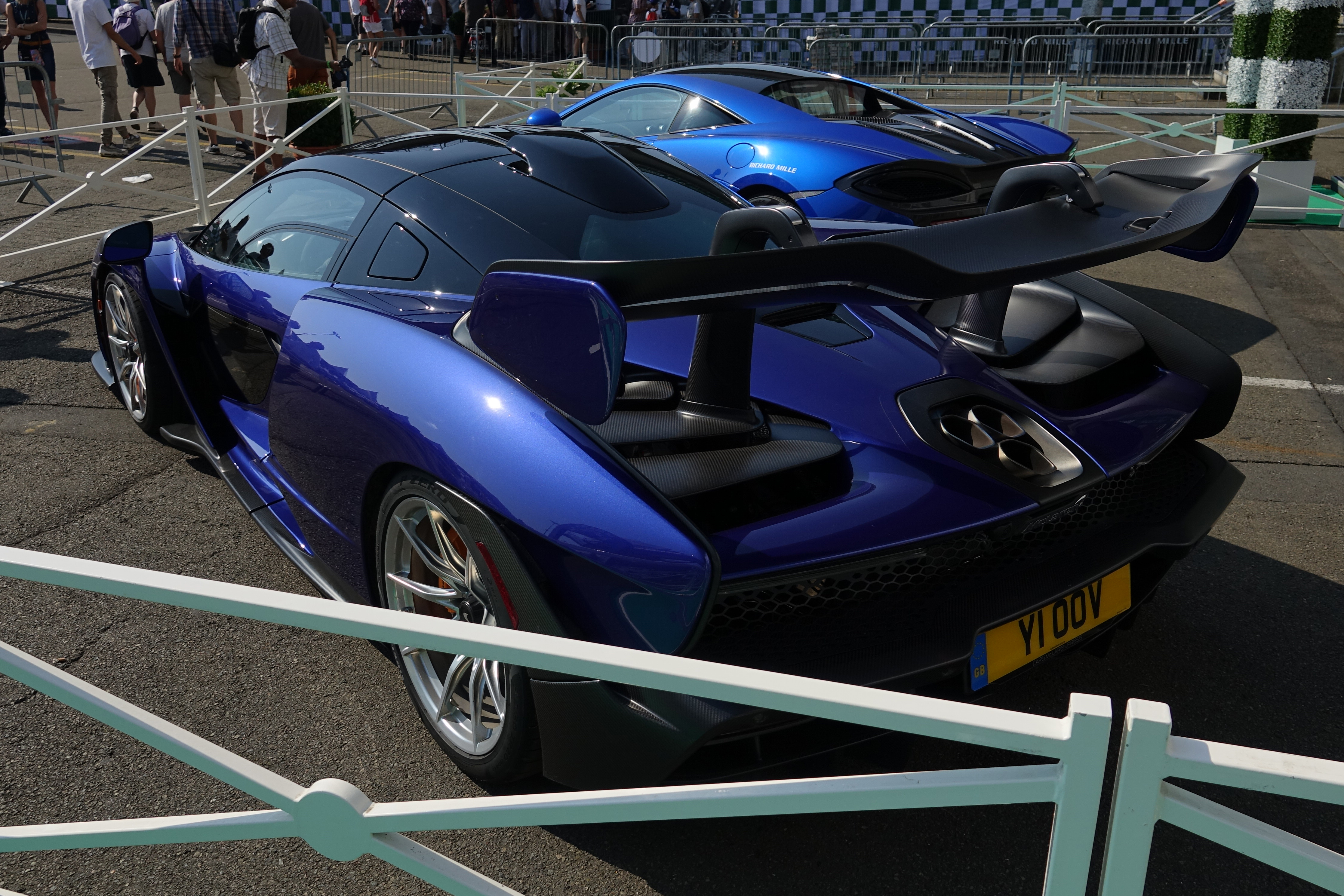
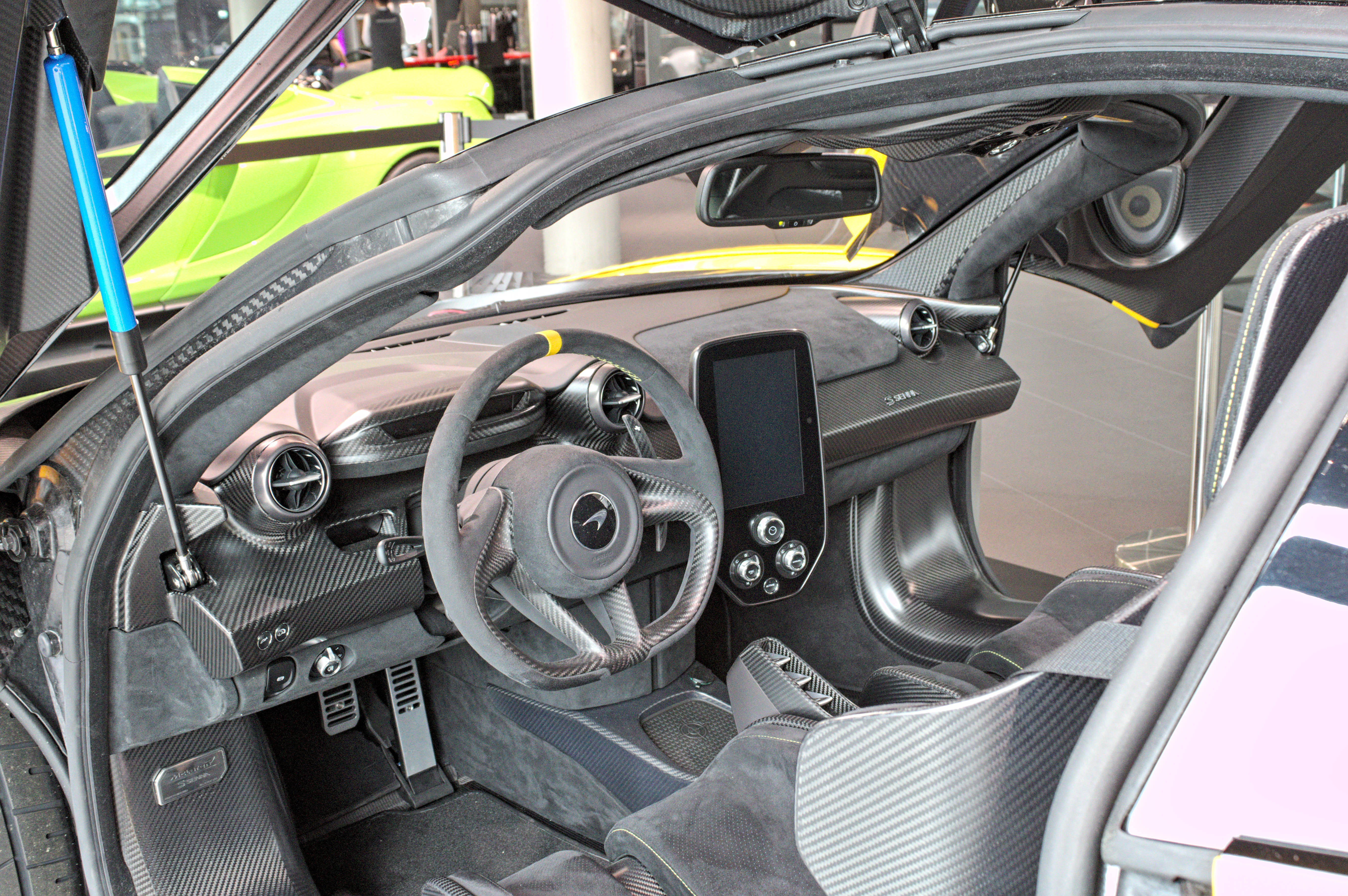

### Caractéristiques techniques
Elle est basée sur la plateforme de la 720S. Son moteur V8 bi-turbo développe 800 ch,, pour 800 N m de couple. Avec un poids de 1 198 kg et un rapport poids/puissance de 1,5 kg/ch, elle offre des performances élevées dont une vitesse de 340 km/h, un 0 à 100 km/h en 2,8 secondes et elle abat le 0 à 200 km/h en 6,8 secondes.
Ses échappements sont placés au niveau du moteur et sortent directement sous l'aileron arrière pour lui procurer plus d'appui aérodynamique. L'échappement de la McLaren Senna comprend trois sorties sur les versions européennes et deux sorties pour le reste du monde, les normes anti-bruit étant plus strictes sur le marché européen.
La Senna est dotée d'un immense aileron arrière qui s'oriente en permanence en fonction de la direction grâce à des vérins hydrauliques et sert aussi d'aéro-frein.
|                                                      | McLaren Senna                                                                            |
| ---------------------------------------------------- | ---------------------------------------------------------------------------------------- |
| Moteur                                               | V8 (M840TR)                                                                              |
| Admission                                            | Bi-Turbocompressé                                                                        |
| Cylindrée (cm3)                                      | 3 994                                                                                    |
| Puissance maximale ch (kW)                           | 800 (588)                                                                                |
| au régime de (tr/min)                                | 7 250                                                                                    |
| Couple maximal (N m)                                 | 800                                                                                      |
| au régime de (tr/min)                                | 5 500 à 6 700                                                                            |
| Régime max                                           | 8 200 tr/min                                                                             |
| Boîte de vitesses                                    | Robotisée à double embrayage 7 rapports                                                  |
| Transmission                                         | Aux roues arrière (Propulsion)                                                           |
| Vitesse maximale (en km/h)                           | 340                                                                                      |
| 0-100 km/h (en s)                                    | 2,8                                                                                      |
| 0-200 km/h (en s)                                    | 6,8                                                                                      |
| Consommation (en L/100 km) urbain/extra-urbain/mixte |                                                                                          |
| Émissions de CO2 (en g/km)                           | 280                                                                                      |
| Masse à vide (kg)                                    | 1 198                                                                                    |
| Capacité du réservoir (L)                            |                                                                                          |
| Norme environnementale                               | Euro 6                                                                                   |
| Taille des pneus                                     | Avant : Pirelli P ZERO Trofeo R 245/35 ZR19 Arrière: Pirelli P ZERO Trofeo R 315/30 ZR20 |
| Prix (Hors taxe)                                     | 845 000 €                                                                                |

## McLaren Senna GTR
Le 2 novembre 2018, McLaren confirme la production de la Senna GTR, produite à 75 exemplaires et préfigurée par la McLaren Senna GTR Concept.
En marge du salon de Genève 2019, le constructeur présente la version définitive de la Senna réservée à la piste. Celle-ci est motorisée par le V8 4.0 biturbo de la Senna poussé à 825 ch pour un couple de 800 N m, et un poids à vide de 1 188 kg. La GTR bénéficie de 1 000 kg d'appui aérodynamique à 250 km/h, soit 200 de plus que la Senna de route. Elle est en outre plus large de 77 mm à l’avant et 68 mm à l’arrière

### McLaren Senna GTR Concept
McLaren dévoile au salon de Genève 2018, en même temps que la version route, une version exclusive de sa Senna : la McLaren Senna GTR Concept. Elle est conçue et personnalisée avec MSO (McLaren Special Operations), composée d'une livrée carbone teintée de la peinture Solar Yellow sur les bas de portières, l'intérieur des ailes arrière et les optiques avant. Cette version, concurrente des Ferrari FXX-K, Brabham BT62R ou Bugatti Divo, est un modèle réservé uniquement aux circuits automobiles et non homologuée pour la route, produite à 75 exemplaires.

McLaren Senna GTR Concept
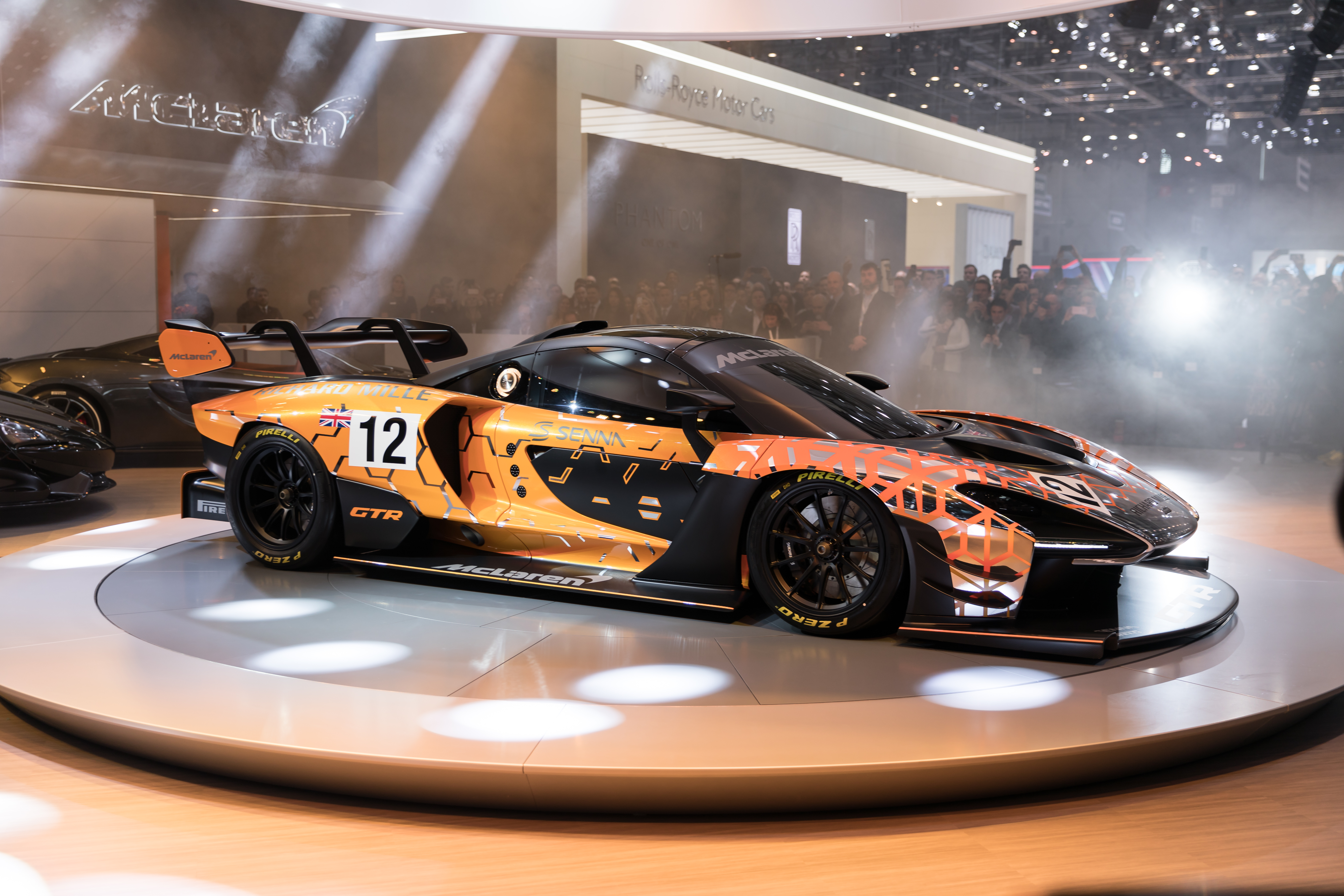
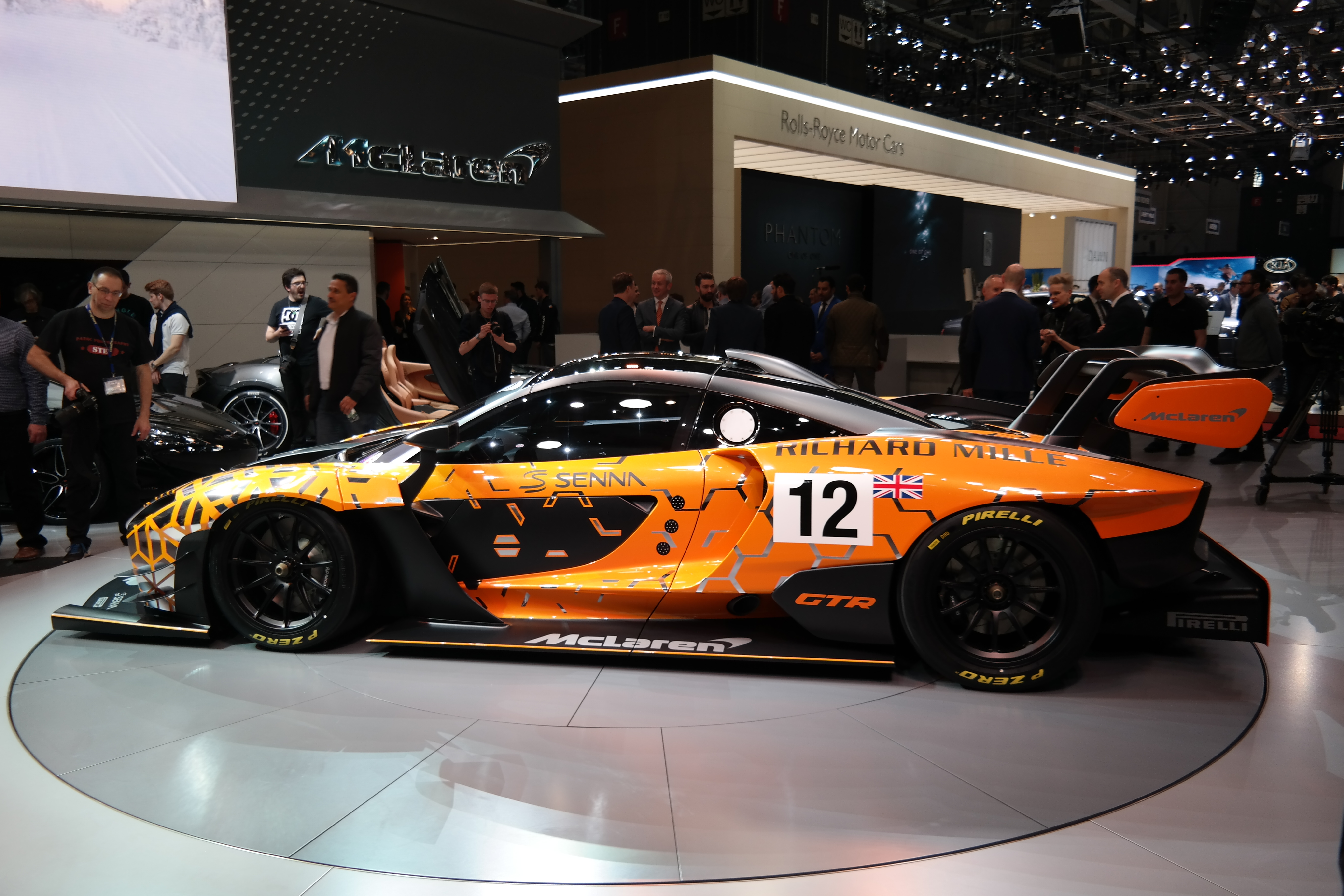
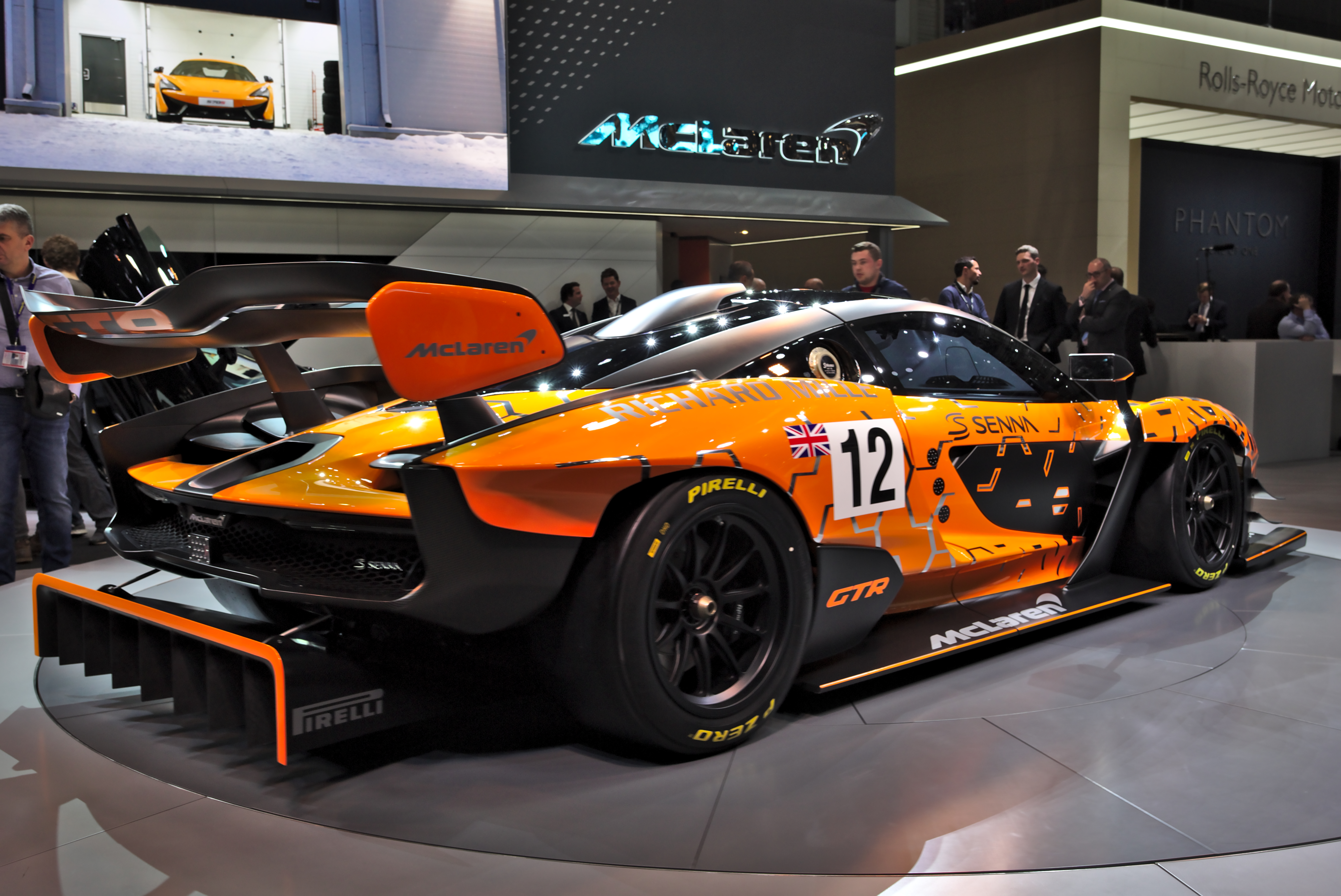
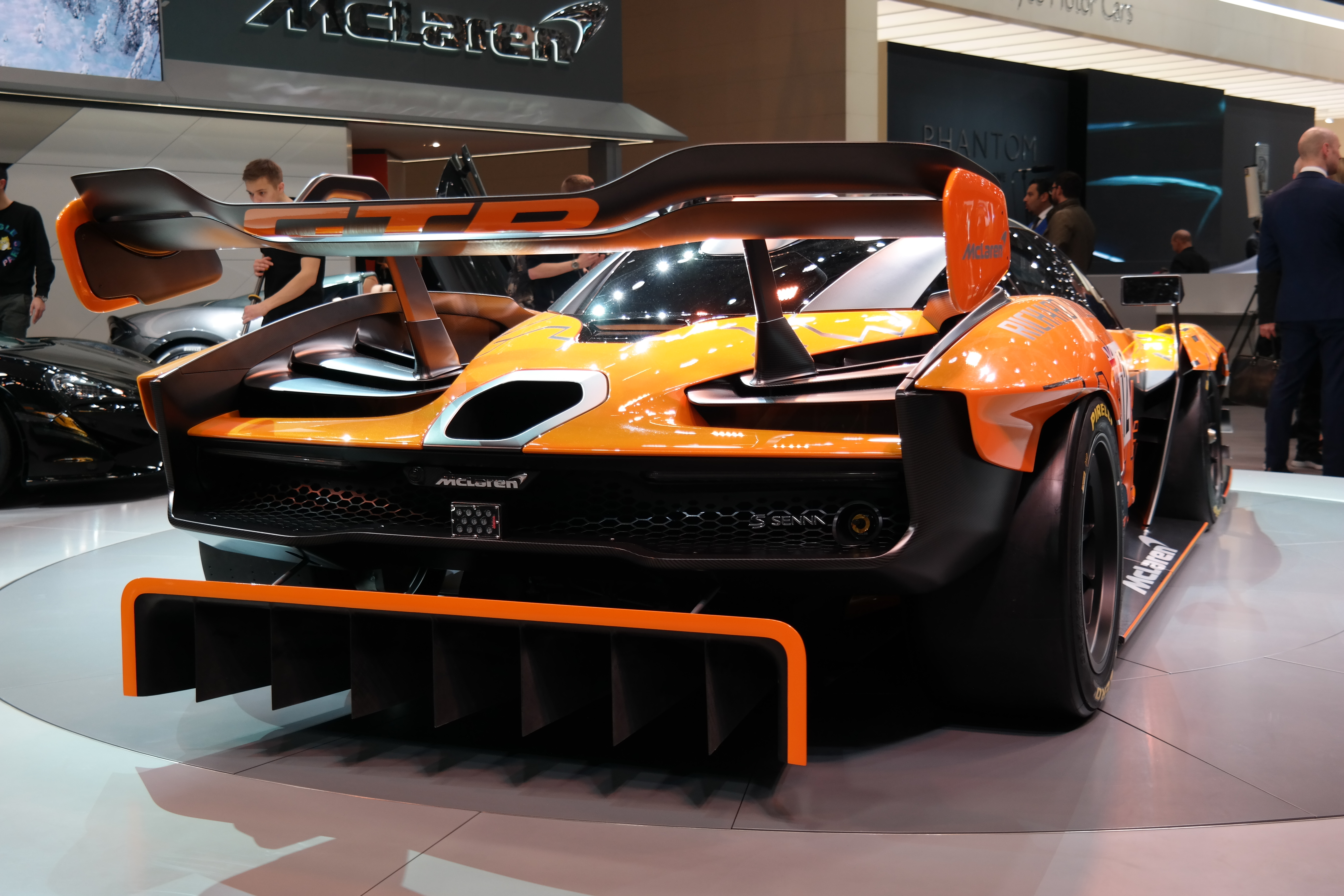

## McLaren Senna LM
Développée par MSO (pour McLaren Special Operations), la Senna LM est une version route de la Senna GTR, produite à 20 exemplaires et rend hommage à la célèbre F1 LM. Un exemplaire a été détruit à Monaco le 25 juillet 2020.

## McLaren Senna GTR LM
Dévoilée à la veille des 24 Heures du Mans 2020, la McLaren Senna GTR LM est une version circuit de la Senna LM limitée à 5 exemplaires.

## McLaren Sabre

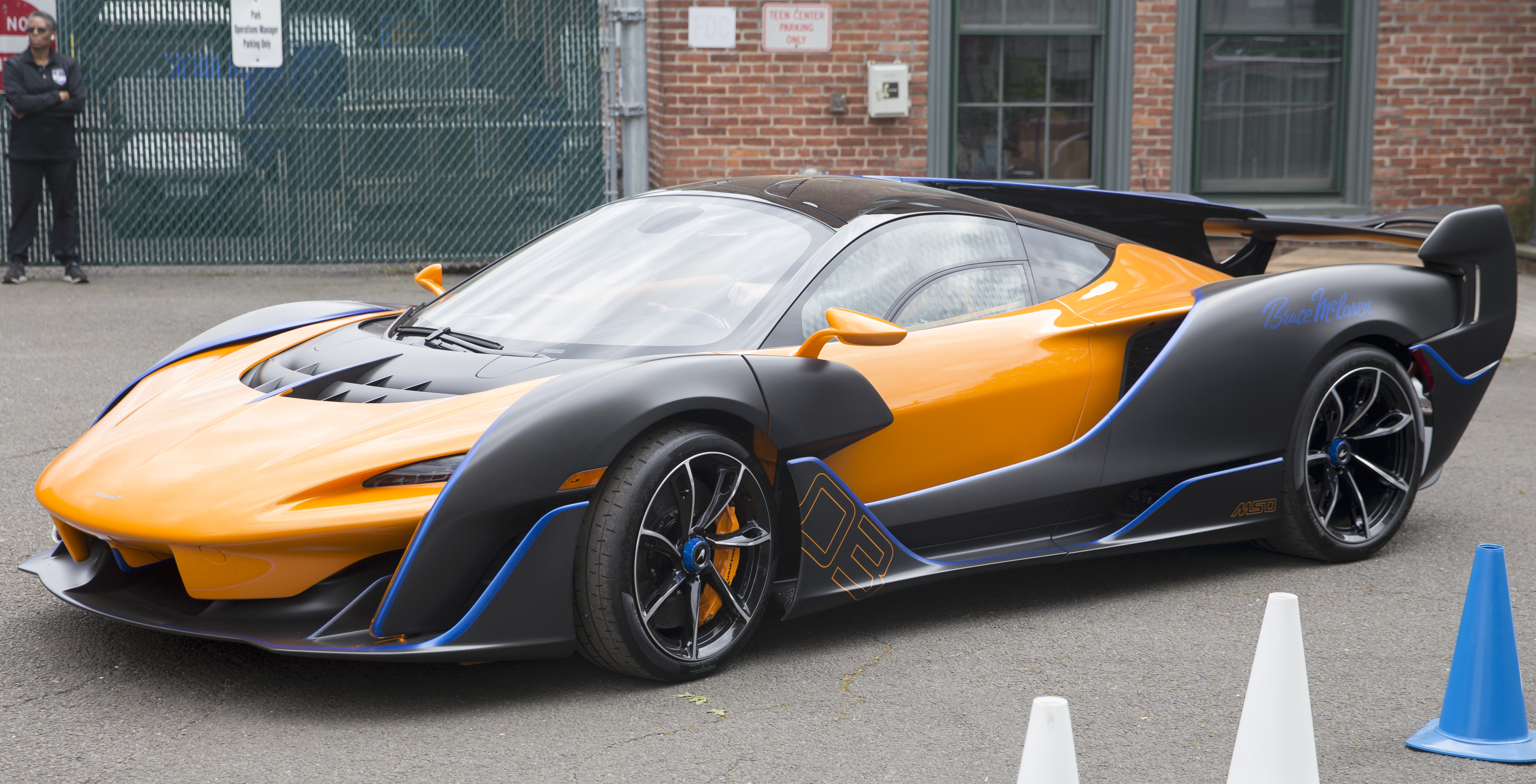
Une McLaren Sabre au Greenwich Concours d'Elégance 2023.

La McLaren Sabre est une version dérivée de la Senna produite en 15 exemplaires uniquement pour le marché américain. Elle est équipée, comme la Senna, d'un moteur V8 bi-turbo de 4 L de cylindrée en position centrale arrière, produisant 835 chevaux pour 800 N m de couple. Elle est vendue à 3,79 millions de dollars.